# 大和文華館
大和文華館（やまとぶんかかん）は、奈良県奈良市にある、東洋古美術を中心とする私立美術館である。
1962年に第3回BCS賞を受賞。2005年にはDOCOMOMO JAPAN選定 日本におけるモダン・ムーブメントの建築に選ばれた。

## 沿革

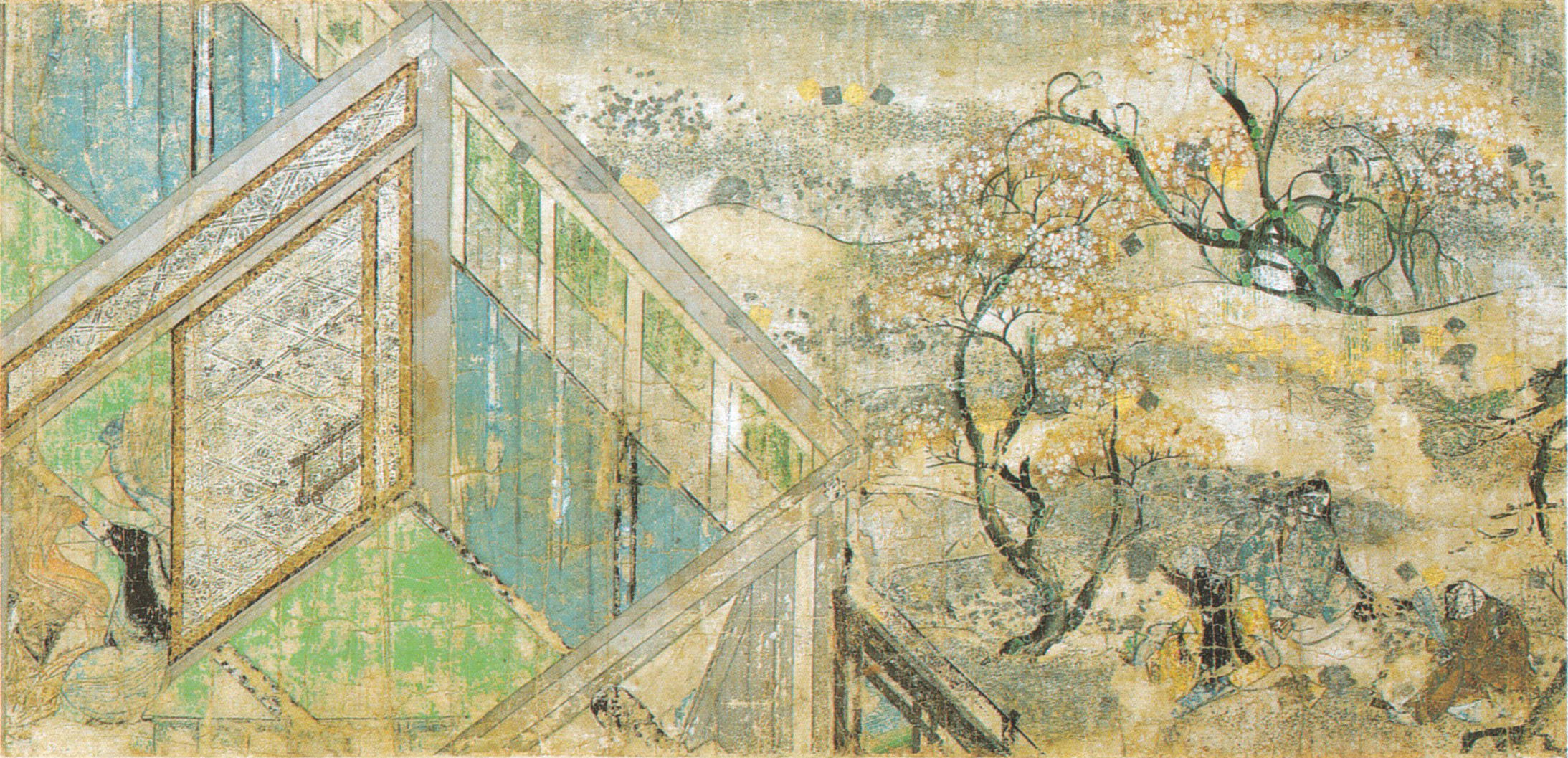
寝覚物語絵巻（部分）

昭和21年（1946年）、近畿日本鉄道（近鉄）社長であった種田虎雄（おいたとらお）は、財団法人大和文華館を設立した。京都、奈良、伊勢という日本の文化の中心地を結ぶ鉄道会社に相応しい美術の殿堂を作ろうと考えた種田は、世界的な美術史学者・矢代幸雄を初代館長に任命し、その仕事を依頼した。館の運営から作品の選択、収集まで、すべては矢代に一任された。学者である矢代は、個人の好みによってではなく、質の高い作品を系統的に収集することに尽力した。そのため収蔵総数は約2000点と、美術館としては多いとは言いがたいが、収集した作品には国宝 4件、重要文化財 31件、重要美術品14件を含んでいる。
種田はほどなく他界したが、彼の遺志は十数年を経て佐伯勇に引き継がれて実現し、昭和35年（1960年）10月1日、近鉄の創立50周年行事の一環として大和文華館が開館した。日本の私立美術館の多くが、実業家、大名家などの大コレクションを母体にしているのに対し、大和文華館の場合は、最初に美術館設立の構想があり、コレクションは後から形成された点がユニークである。矢代はこのことを「美のための美術館」と呼び、所蔵品は観賞価値を第一にした名品が集められた。個人の嗜好によらず、ある時代や地域の美意識を代表する名品が、偏りなくまんべんなく集められていることが大和文華館の特徴の一つである。
なお、国宝の寝覚物語絵巻、一字蓮台法華経をはじめとする名品の多くは、横浜の三渓園の生みの親である原富太郎（原三渓）のコレクションにあったものである。大和文華館の「文華」とは矢代が南京の中央博物院を訪問した折、自然展示室を「物華館」、人文芸術展示室を「文華館」としていたことに基づく。「文華」は中国の古語で優れた文筆の才や文化が栄えるさまをあらわす。矢代の戦後日本への期待を込めた命名である。
所蔵品は中国、朝鮮半島、日本を中心とした東洋古美術の名品2113件（2010年9月末現在）で、中村直勝収集の古文書664件（双柏文庫）、伊予松山三津浜の近藤家旧蔵の富岡鉄斎書画145点などが含まれる。登録番号1番は唐時代の「金銅厭勝銭」3点で、これは美術館に災いがおこらず幸運をもたらしてくれるように、との願いが込められている。なお、京都吉田神社の社家鈴鹿家から購入した鈴鹿文庫6163冊もあるが、こちらは特殊図書資料として美術品および一般図書とは区別して管理している。これらは年に7回の館蔵品を中心とする企画展で順次公開される。また年に1回程度の特別展が行われる。
大和文華館は美術館であるとともに研究機関でもある。美術研究所が併設され、昭和26年創刊の東洋古美術研究誌『大和文華』は、年2回発行されている。
平成21年（2009年）から約1年、開館50周年と近鉄創業100周年を記念したリニューアル工事を行うため、同年9月28日より休館していたが、2010年10月2日に再オープンした。

## 「竹の庭の美術館」

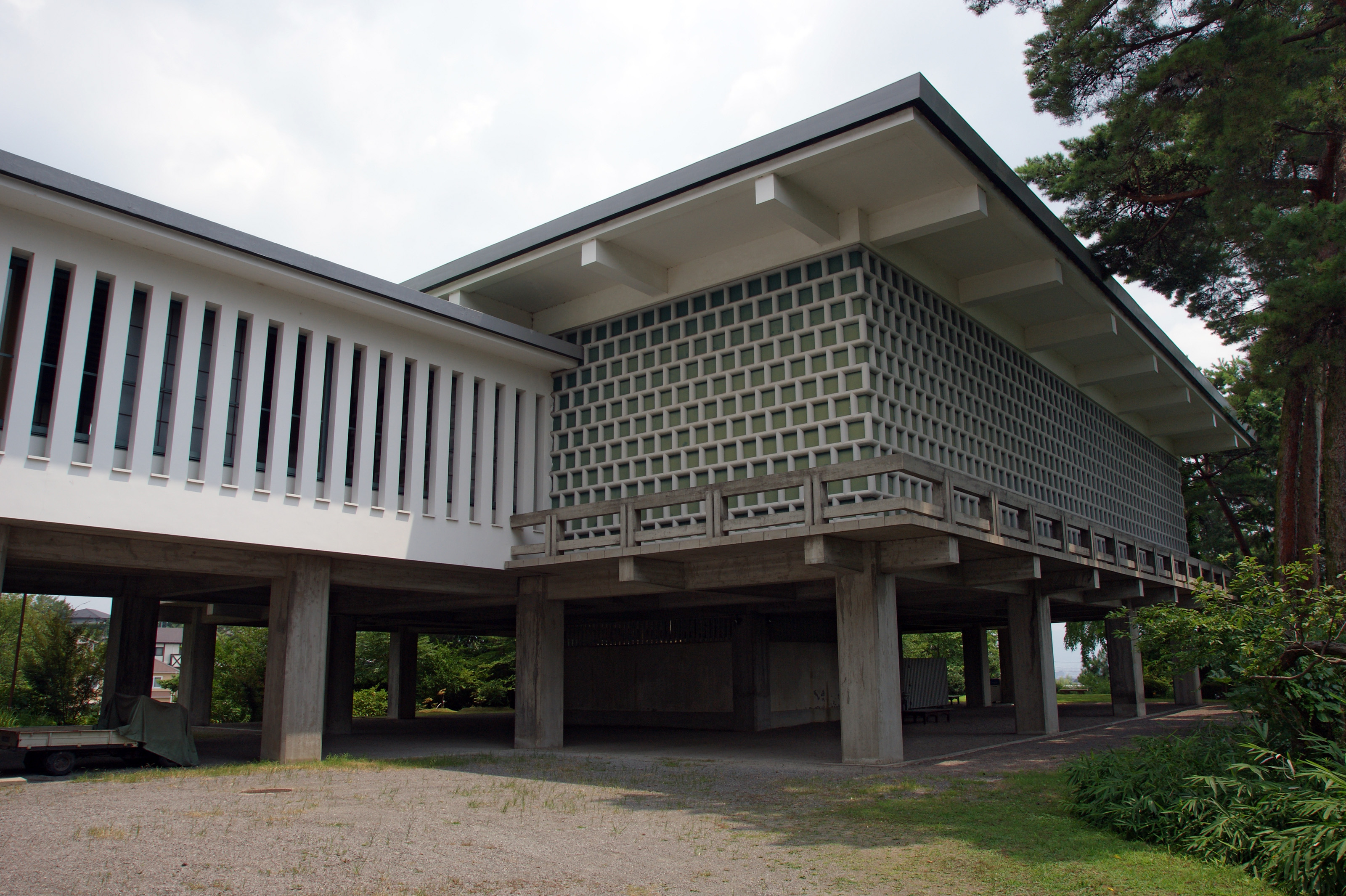
展示館

大和文華館の展示館は、奈良市の西の郊外の静かな住宅地のなかにある。菅原池（通称、蛙股池）に面した丘の上に、赤松の古木と「文華苑」と呼ばれる自然苑に囲まれて建つ。荒木芳邦による作庭で、展示館は日本芸術院会員の建築家吉田五十八の代表作の一つとされ、城郭や蔵をイメージさせる「なまこ壁」をモチーフとして取り入れている。
展示室は、竹の植えられた中庭をめぐって配置されており、バルコニーからは遠く春日山や平城京を望むことができる。このため「竹の庭の美術館」とも呼ばれて多くの人に親しまれている。こうした美術品をめぐる自然環境は、矢代幸雄の東洋美術への理想、「自然の緑が陳列室の空気をも彩るようにしたい」、「自然の額縁のなかで東洋の美術は一番美しく見える」を実現したものである。

## 文華ホール

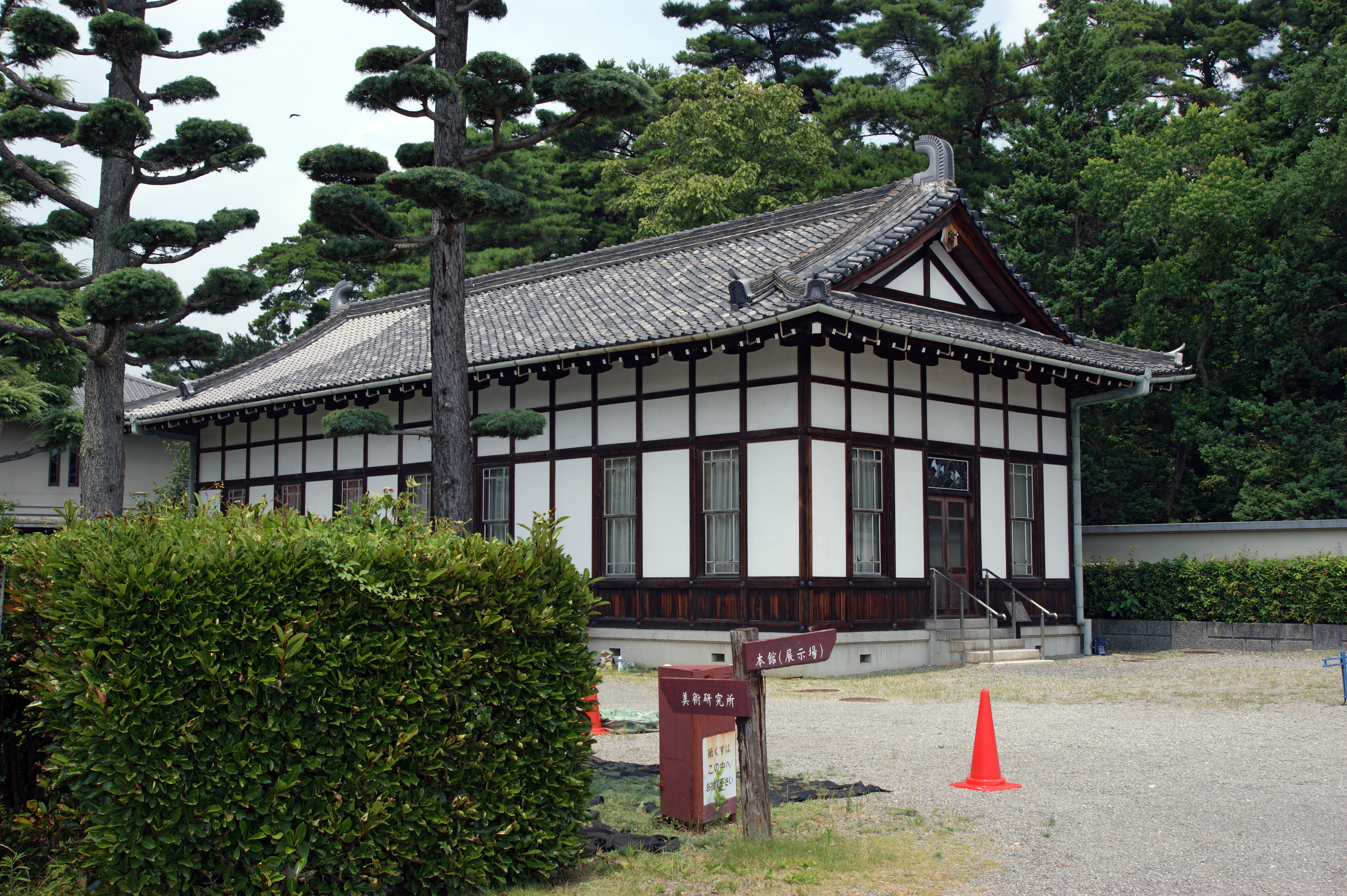
文華ホール（奈良ホテル旧ラウンジ

1909年（明治42年）に建設された辰野金吾設計の奈良ホテルのラウンジを開館二十五周年記念事業の一つとして移築修復し、ホールとして活用している。

## 教育普及活動
毎週土曜日午後2時から、学芸員による列品解説が行われる。これは矢代幸雄が西洋の美術館活動に想を得て始め、開館以来途切れることなく行われている大和文華館の伝統行事である。
また、展観中に1回程度の日曜美術講座も行われ、東洋古美術の魅力をスライド等を使用しながら分かりやすく、かつ最新の研究成果も踏まえて講演が行われる（参加無料、通常入館料のみ必要）。小学生の鑑賞教育等や大学生の見学、実習等も積極的に受け入れている。また友の会があり、会員には展観紹介や美術エッセーを掲載した季刊「美のたより」が年4回送られる等の特典がある。

## 文華苑
美術館の周囲は文華苑とよばれる自然園になっており、梅林（2、3月ごろ）、三春の瀧桜（4月上旬）、ササユリ（5月頃）、アジサイ（6～7月）、スイフヨウ（9月）、萩（11月頃）、サザンカ（12月頃）、ロウバイ、椿（1月～2月頃）と、四季を通じての花が楽しめる。

## 神社
大和文華館敷地内には、近鉄の前身である大阪電気軌道（大軌）によって勧請された3つの神社が鎮座している。もとは近鉄あやめ池遊園地内にあったが、同園の閉園に伴い2004年にこの地に遷座（移転）したものである。
一つは「日本鉄道神社」で、1927年に上本町駅の大軌ビルディング屋上に、生国魂神社、伊勢神宮、熱田神宮、大山祇神社、東高津神社から祭神を奉還し「大軌神社」として創始されたものである。1941年に大軌と参宮急行電鉄の合併による関西急行鉄道への改称に伴い「関急神社」に、さらに1944年、南海鉄道との合併による近畿日本鉄道発足に伴い当時の略称である「日本鉄道」を冠した「日本鉄道神社」と改称した。
もう一つは「岩舟稲荷神社」で、商売繁盛の神様である伏見稲荷大社から勧請して、大軌神社の数日後に同神社の神域内にて創始された。
この2つの神社は1932年にあやめ池遊園地に遷座し、このとき新たに春日大社の分霊が合祀され生駒トンネル工事での犠牲者や、創業以来の物故者らの霊を祀る「霊社」が創始された。こちらは1944年の近畿日本鉄道発足時に住吉大社からの分霊が合祀されて「日本鉄道霊社」となった。

## 指定文化財

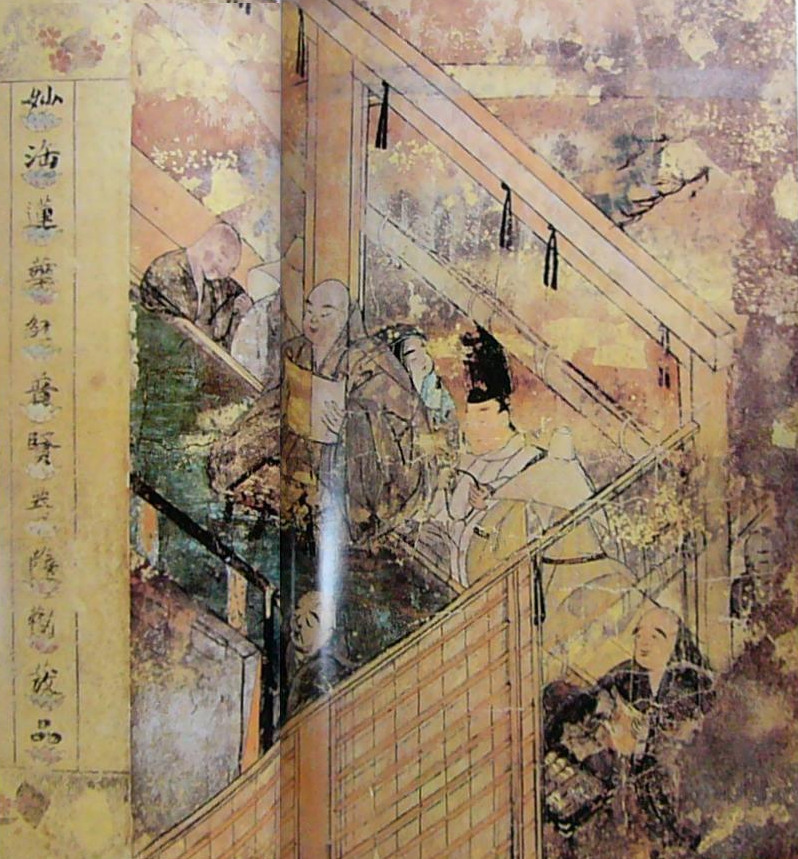
一字蓮台法華経（巻頭）

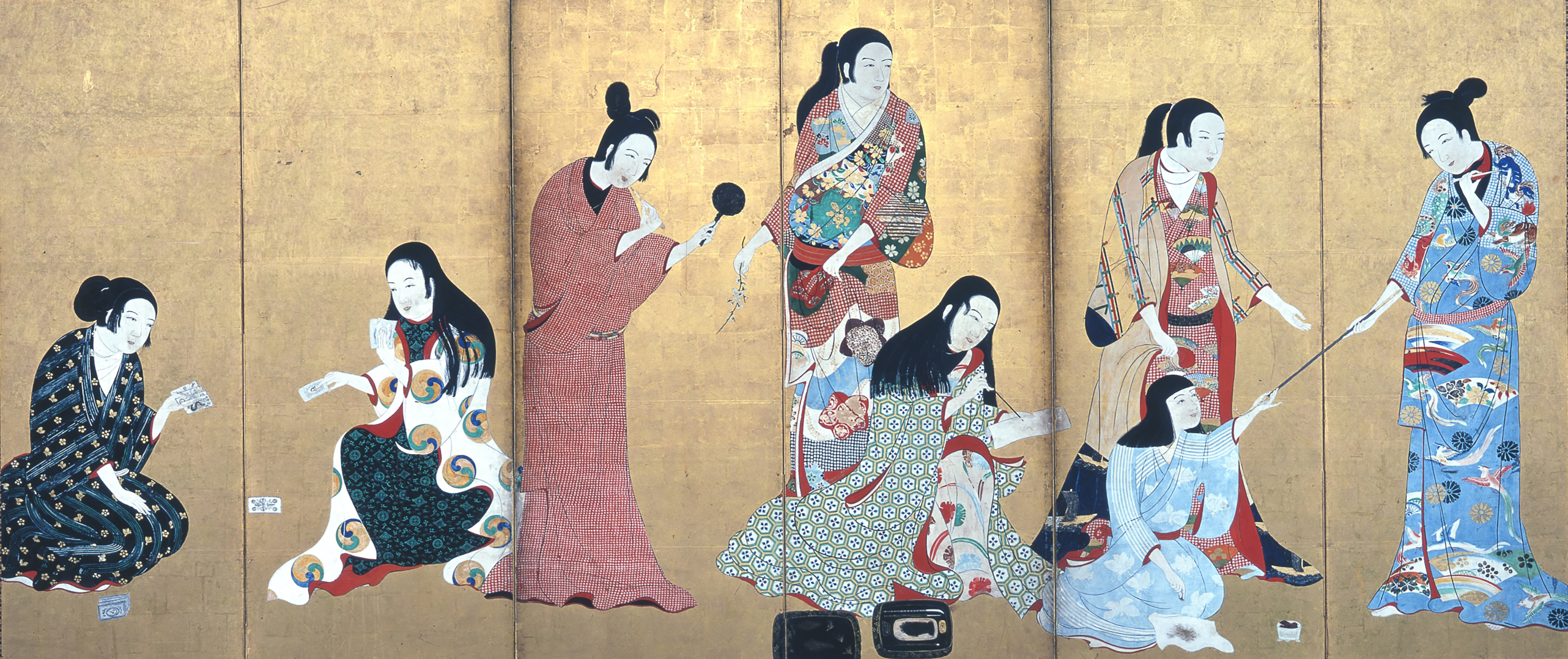
風俗図（松浦屏風）左隻

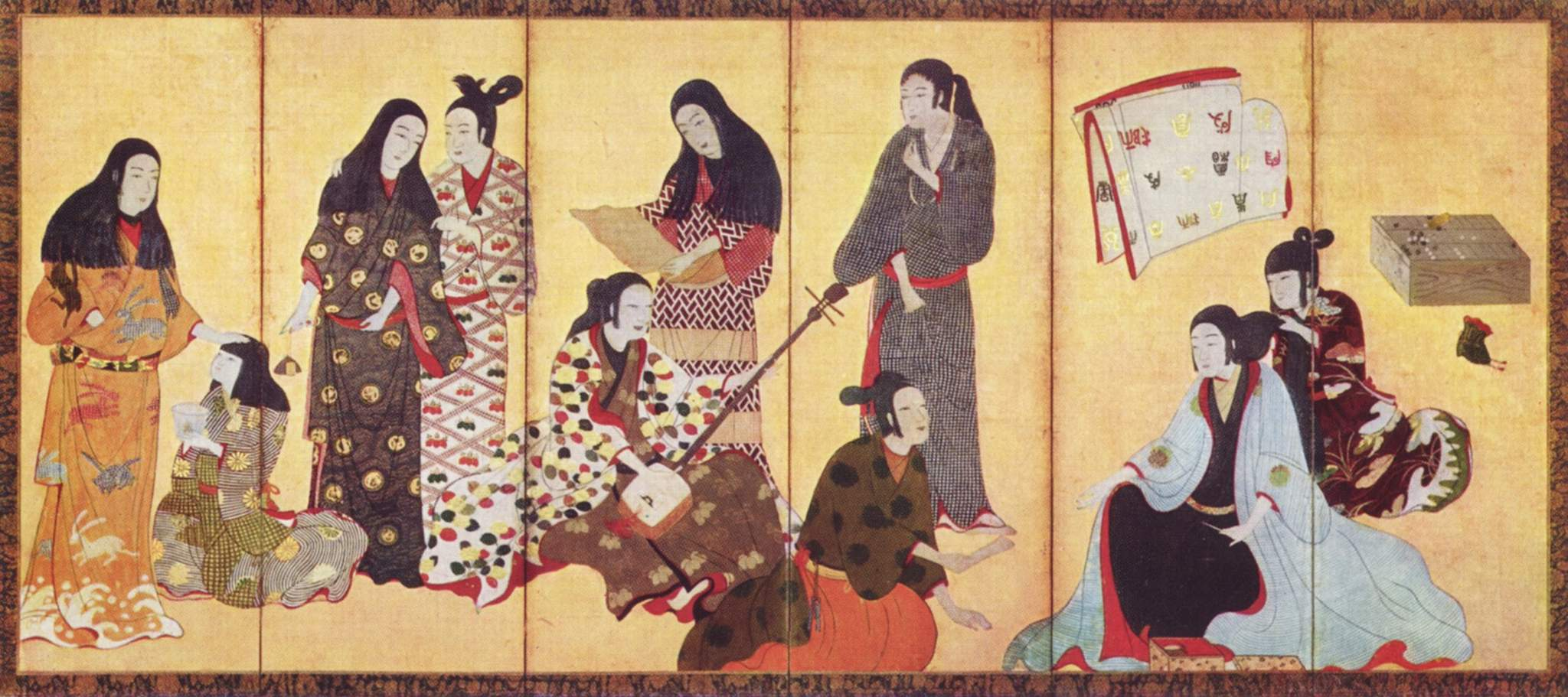
風俗図（松浦屏風）右隻

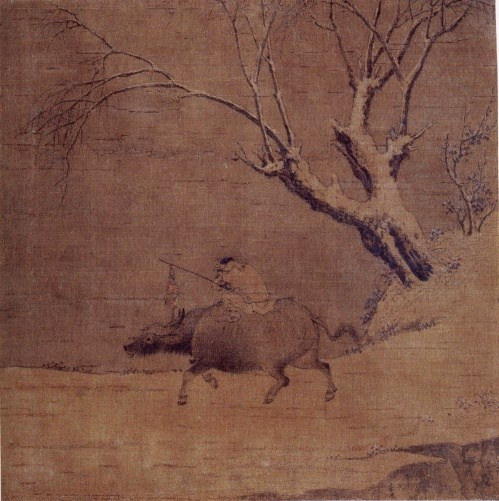
帰牧図（騎牛）李迪筆 南宋時代

### 国宝
- 絹本著色帰牧図（騎牛）李迪筆（附:絹本著色帰牧図 牽牛）
- 紙本金地著色風俗図（六曲屏風一双）（松浦屏風）
- 紙本著色寝覚物語絵巻
- 一字蓮台法華経（普賢勧発品）（装飾経）

### 重要文化財
（垂迹画）
- 絹本著色笠置曼荼羅図
- 絹本著色伝柿本曼荼羅図
- 絹本著色日吉山王宮曼荼羅図

（大和絵）
- 紙本著色三十六歌仙切（小大君）佐竹家伝来
- 紙本白描源氏物語絵（浮舟巻残巻）[3]

（水墨画）
- 紙本墨画山水図　六曲屏風 伝周文筆
- 紙本墨画竹雀図「可翁」の印あり
- 紙本墨画呂洞賓図　雪村筆
- 紙本著色雪村自画像　自題がある
- 紙本墨画花鳥図　雪村筆　六曲屏風
- 紙本墨画維摩居士像　文清筆　長禄元年祖黙賛

（近世日本絵画）
- 絹本著色中村内蔵助像　尾形光琳筆
- 紙本著色婦人像

（中国絵画）
- 絹本著色萱草遊狗図　伝毛益筆
- 絹本著色蜀葵遊猫図　伝毛益筆
- 絹本墨画淡彩山水図（秋塘図）　伝趙令穰筆

（陶磁）
- 高麗青磁九龍水瓶
- 染付山水図大鉢　伊万里

（金工）
- 金銅蓮華形磬
- 銅板地花鳥螺鈿説相箱

（その他工芸品）
- 群鹿蒔絵笛筒　伝本阿弥光悦作
- 著色画扇面貼付手筥　尾形光琳画
- 木製彩画乱筥　尾形乾山画
- 籬菊蒔絵机（まがききくまきえ つくえ）
- 刺繍五髻文殊像掛幅（ししゅう ごけいもんじゅぞう かけふく）
- 藤花鹿図太刀金具（冑金、石突、表目貫欠）

（書跡典籍）
- 虎関師錬墨蹟　与中洞禅人法語
- 大慧宗杲（だいえそうこう）墨蹟　無相居士像賛（絹本）
- 常暁請来目録

（考古資料）
- 埴輪鷹狩男子像　群馬県佐波郡境町（現伊勢崎市）出土
- 埴輪男子立像　茨城県結城郡八千代町出土

典拠：2000年（平成12年）までの指定物件については、『国宝・重要文化財大全 別巻』（所有者別総合目録・名称総索引・統計資料）（毎日新聞社、2000）による。
※以上の国宝・重要文化財の所有者は近鉄グループホールディングス株式会社（大阪市）である。

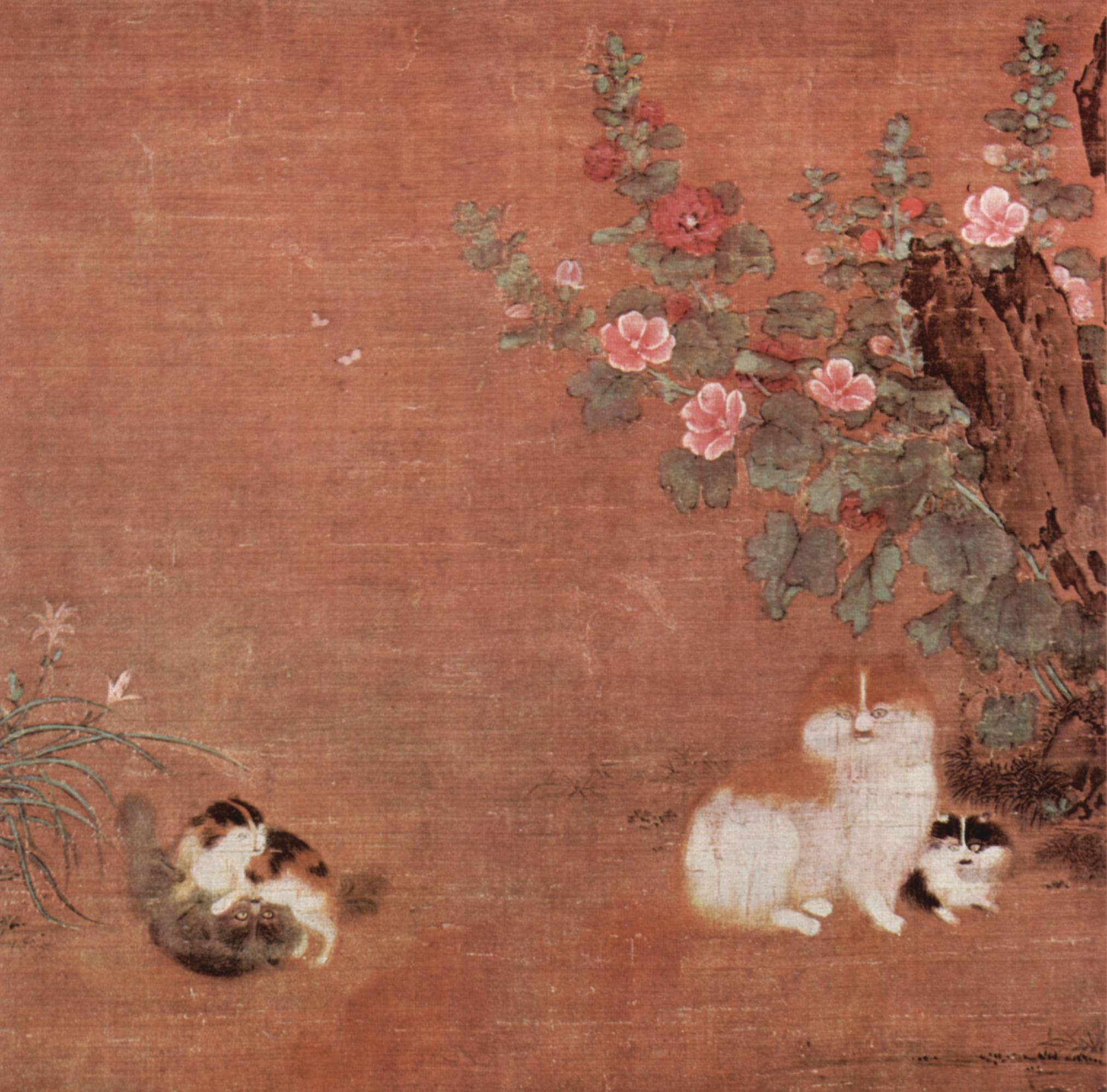
蜀葵遊猫図 伝・毛益筆 南宋時代
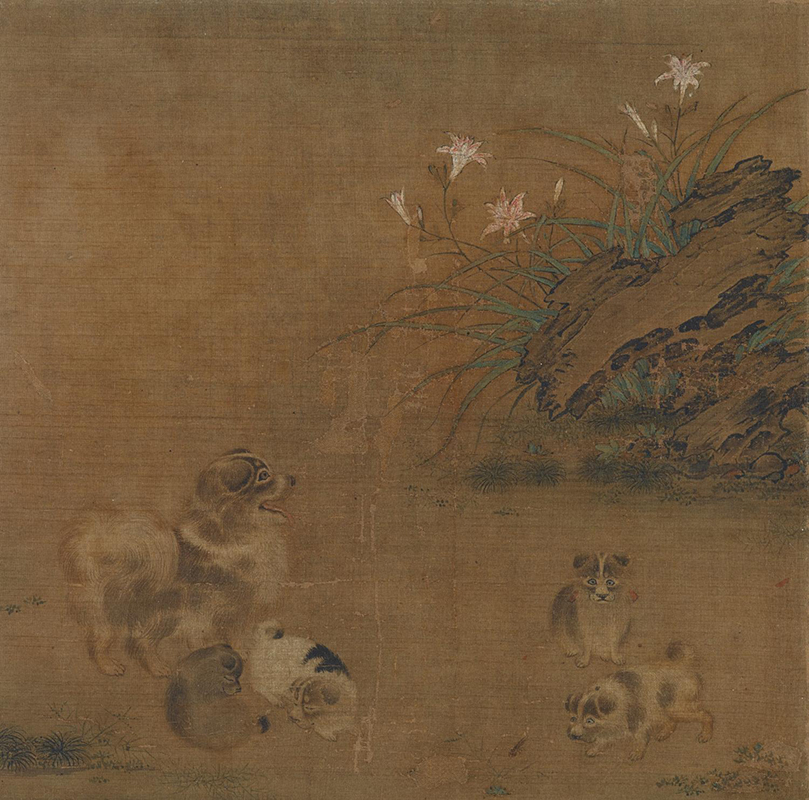
萱草遊狗図 伝・毛益筆 南宋時代
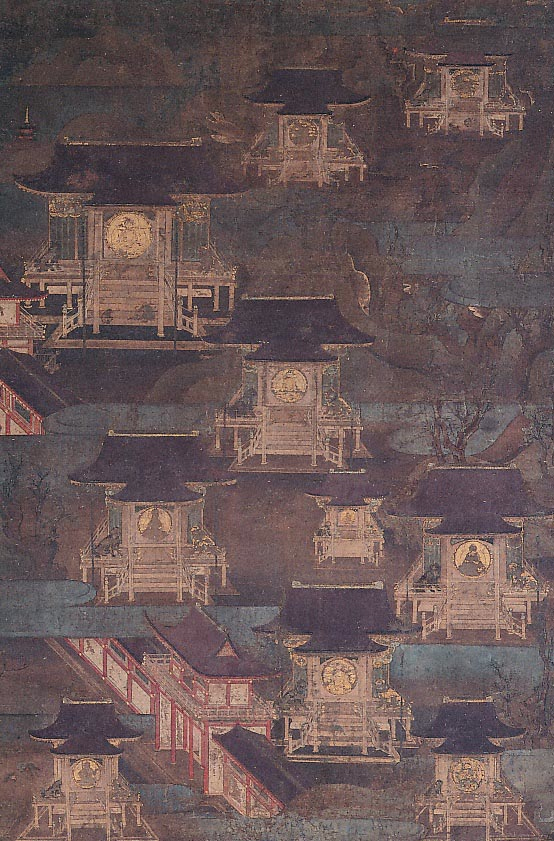
日吉山王宮曼荼羅図 鎌倉時代
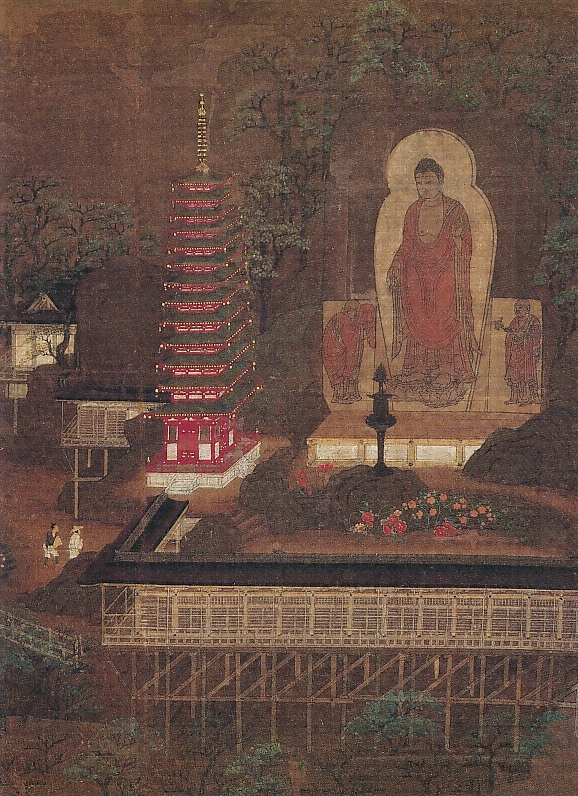
笠置曼荼羅図 鎌倉時代
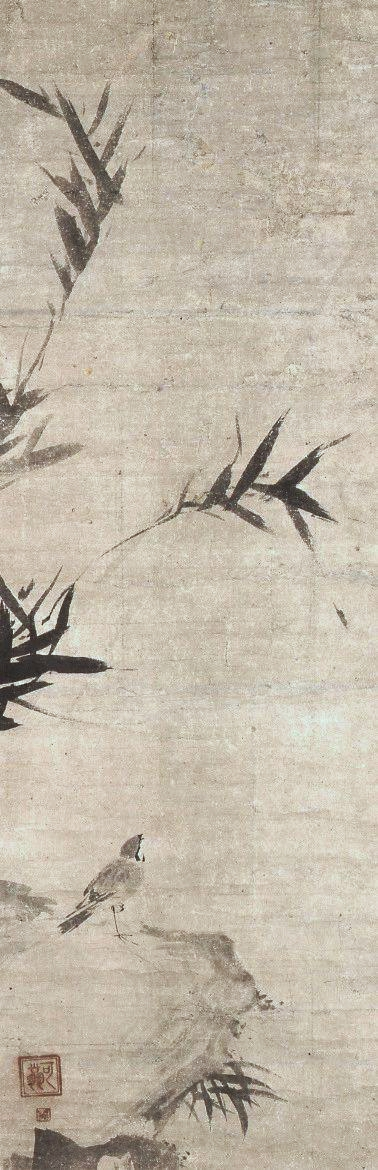
竹雀図 「可翁」印 南北朝時代
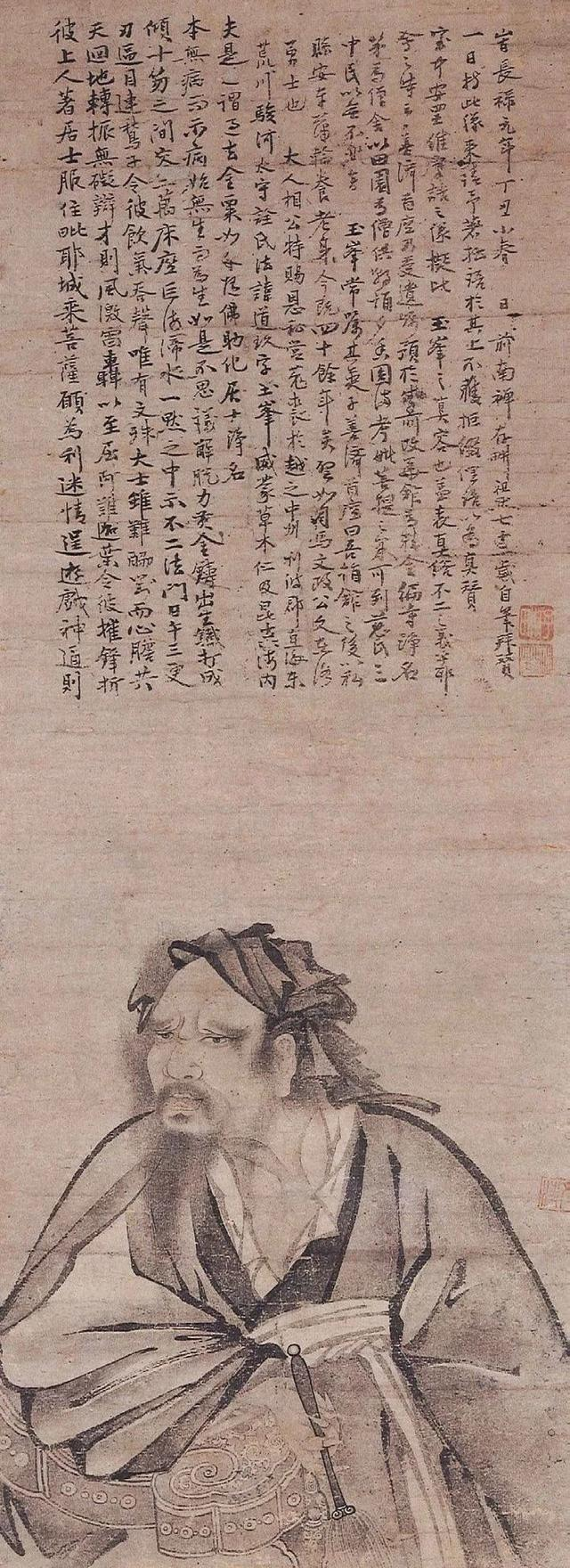
維摩居士図 文清筆 長禄元年祖黙賛
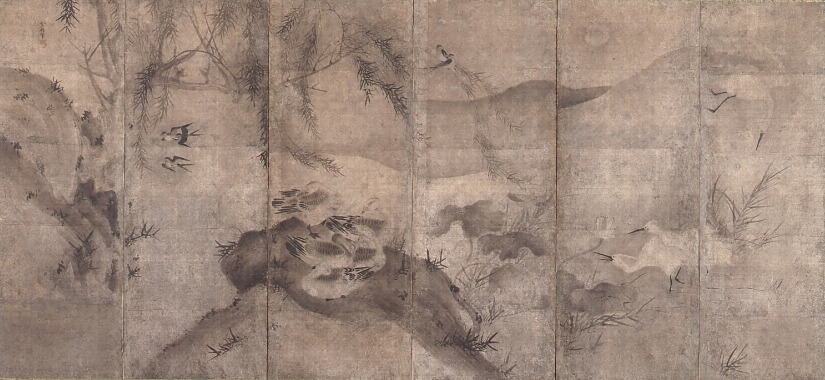
花鳥図（左隻）雪村 室町時代
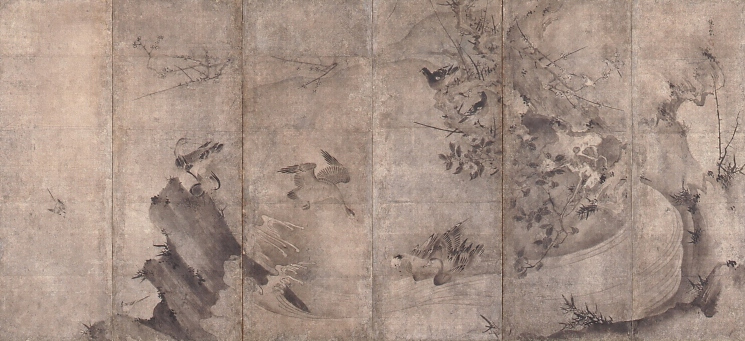
花鳥図（右隻）雪村 室町時代
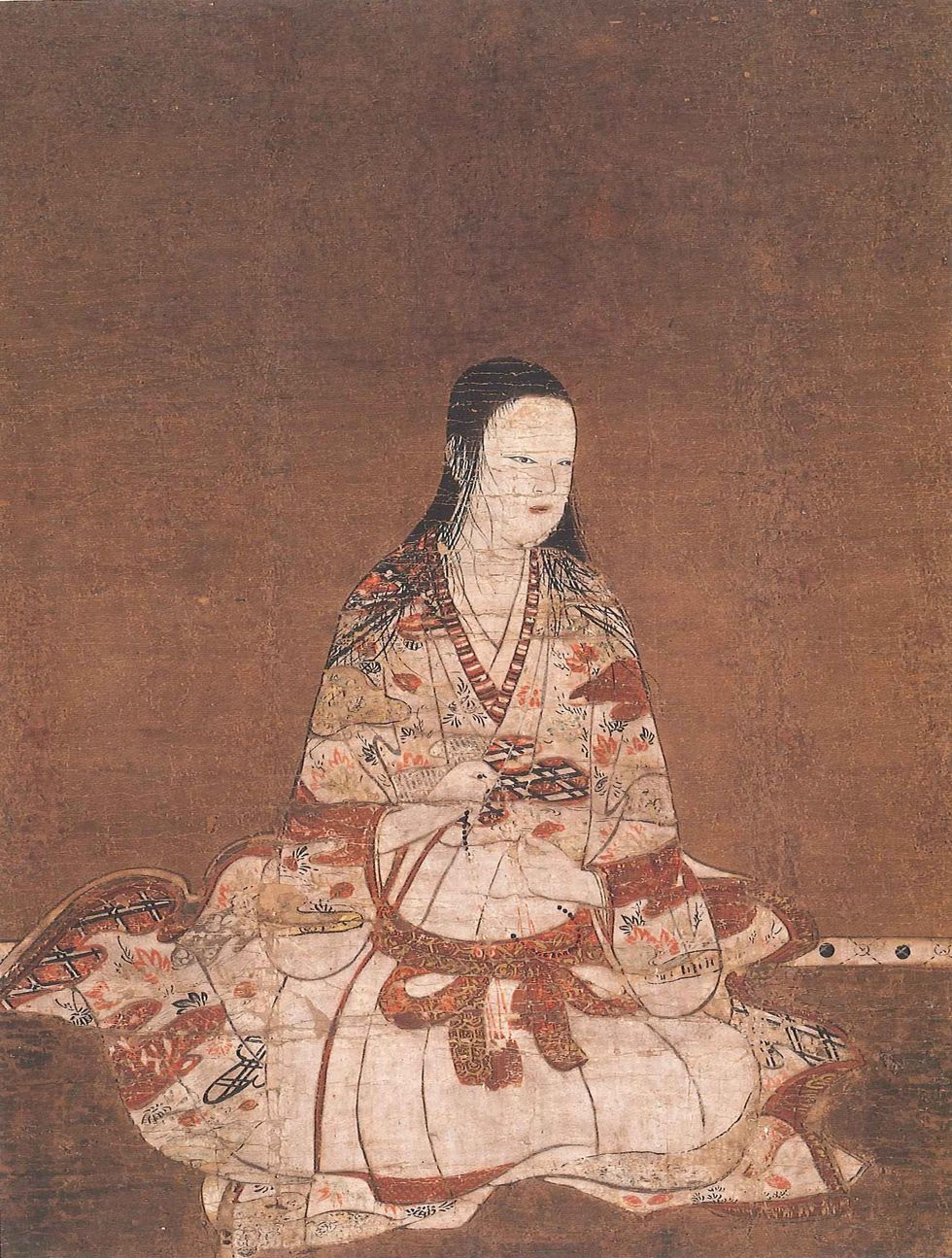
婦人像 安土桃山時代
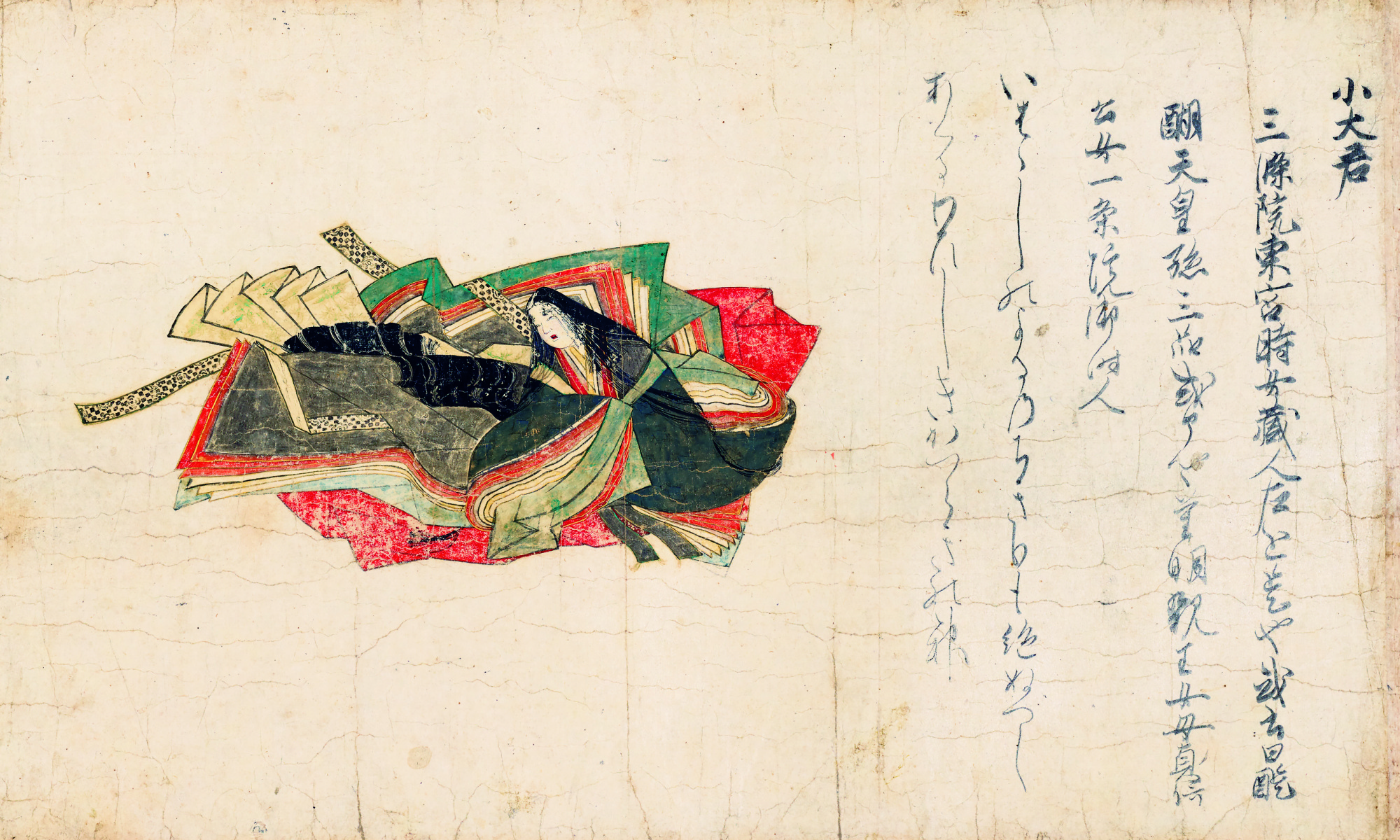
小大君像（佐竹本三十六歌仙切）
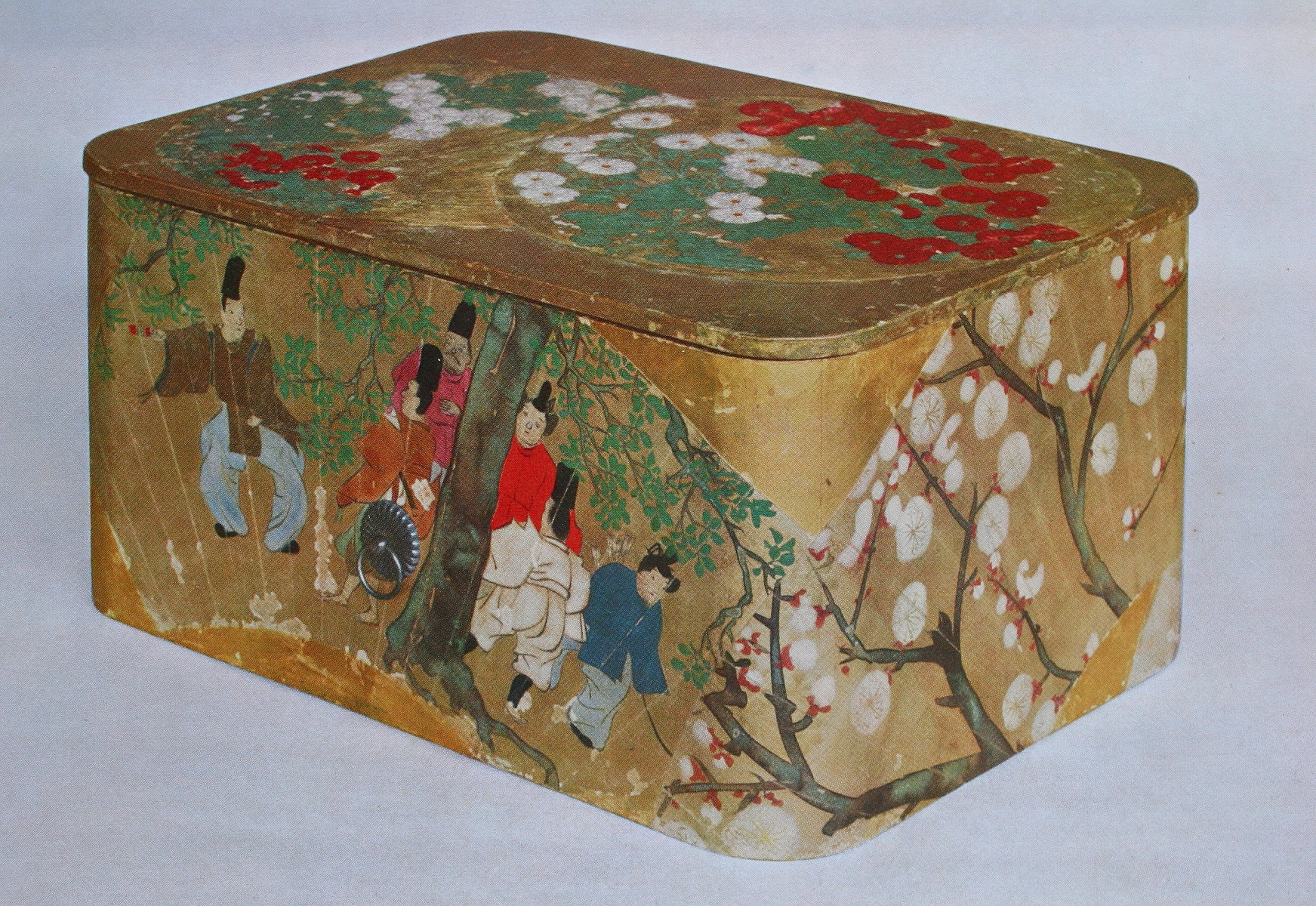
著色画扇面貼付手筥　尾形光琳画

## 刊行物
- 図録
- 大和文華：昭和26年（1951）創刊の美術研究誌
- 美のたより（非売）：昭和42年（1967）創刊の友の会会報

## 利用情報
- 住所:〒631-0034 奈良市学園南1丁目11番6号
- 交通アクセス:近鉄奈良線学園前駅 徒歩7分

## 周辺情報
- 松伯美術館
- 中野美術館

## 外部サイト
- 大和文華館
- ウィキメディア・コモンズには、大和文華館に関するカテゴリがあります。